# Język kaki ae
Język kaki ae, także: lorabada, lou, raepa tati, tate, tati – język papuaski używany w prowincji Gulf w Papui-Nowej Gwinei. Według danych z 2004 roku posługuje się nim 630 osób.
Jego użytkownicy zamieszkują wsie: Auri, Kupiano, Kupla, Lou, Ovorio, Uriri (na południowy wschód od miasta Kerema). Nie odnotowano znaczących różnic lokalnych. Nie istnieje ogólnie przyjęte rodzime określenie tego języka. Nazwy „raepa tati” i „tati”, wywodzące się z języka toaripi, bywają odbierane negatywnie. W literaturze występuje określenie „kaki ae” (kaki – zmodyfikowana forma nazwy „tati”, ae – „język”).
Potencjalnie zagrożony wymarciem. W regionie powszechna jest wielojęzyczność. W użyciu są m.in. języki tok pisin, hiri motu i angielski oraz tairuma, toaripi i orokolo, przy czym poziom ich rozprzestrzenienia różni się w zależności od grupy wiekowej. Niemniej w latach 90. XX w. zaobserwowano, że kaki ae pozostaje dominującym środkiem komunikacji w praktycznie wszystkich sferach życia wiejskiego. Pozostałe języki są wykorzystywane w kontaktach zewnętrznych oraz w edukacji i sferze religijnej.
Bywa łączony z językami elema, a w dalszej kolejności z rodziną transnowogwinejską, jednakże taki związek nie został dostatecznie udowodniony. Podobieństwa słownikowe między kaki ae a językami elema mogły powstać w wyniku wzajemnych oddziaływań.
W latach 90. XX w. badaniem tego języka zajmował się J.M. Clifton pod auspicjami Summer Institute of Linguistics. Zebrano pewne materiały gramatyczne oraz sporządzono opis miejscowej sytuacji językowej (1995, 1997)  . Jest zapisywany alfabetem łacińskim.